# Feldarmeekorps 1

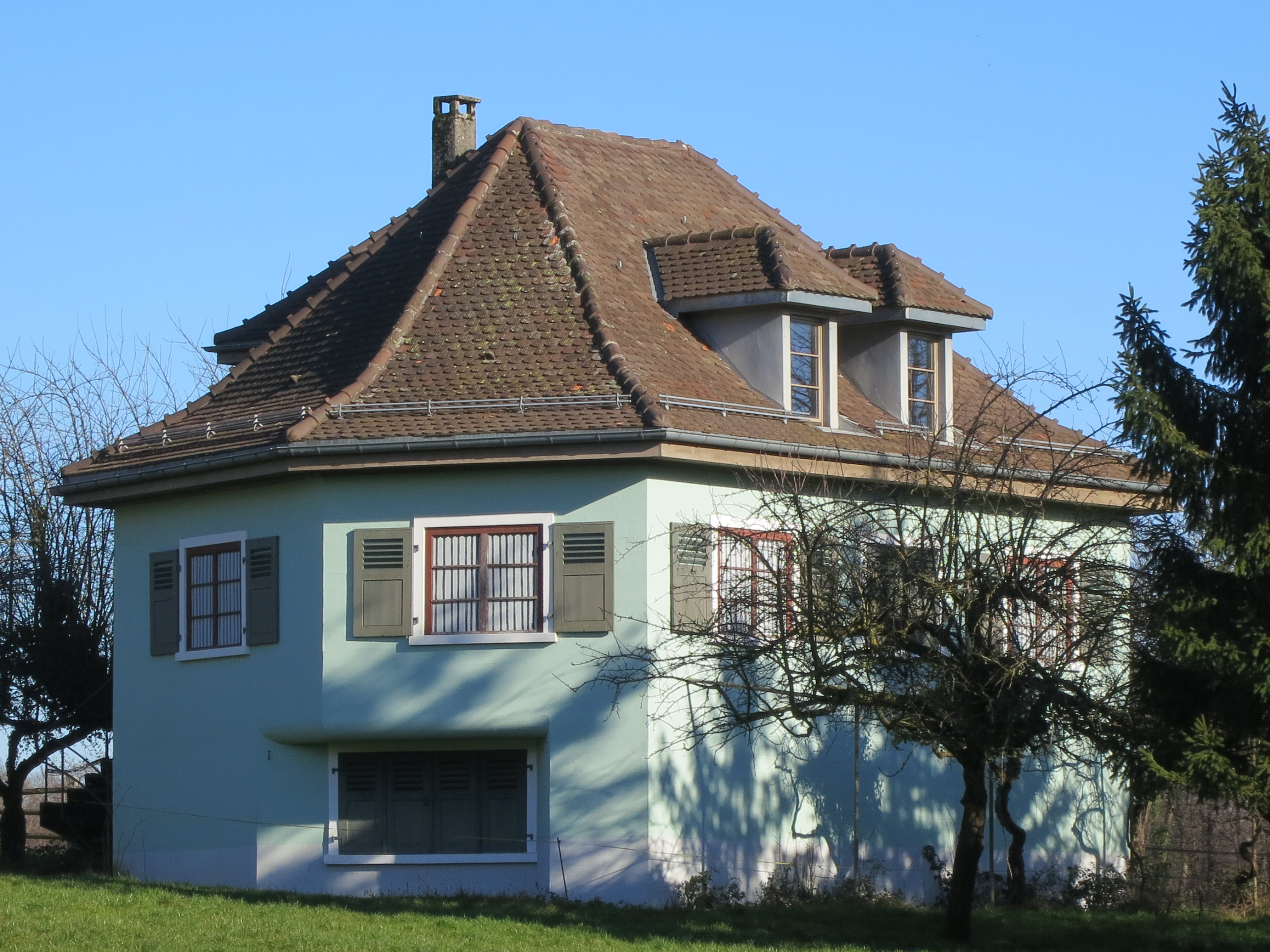
Verteidigungslinie an der Promenthouse

Das Westschweizer Feldarmeekorps 1 (FAK 1, französisch Corps d'armee de campagne 1, CA camp 1, rätoromanisch corp d'armada da champagna 1, CA champ 1) der Schweizer Armee war eine Heereseinheit aus mehreren Divisionen, Brigaden und direktunterstellten Korpstruppen, der von einem Korpskommandanten (vor Armee 61 Oberstkorpskommandant) geführt wurde. Das 1. Armeekorps (seit 1961 Feldarmeekorps 1) bestand von 1891 bis 2003.

## Geschichte
1891 wurde die Schweizer Armee erstmals in vier Armeekorps eingeteilt. Paul Cérésole, Bundesrat von 1870 bis 1875 und Vater des Pazifisten Pierre Cérésole, wurde 1891 vom Bundesrat das Kommando des 1. Armeekorps übertragen, das er bis 1898 befehligte.
1906 sah der Generalstabschef der Schweizer Armee die Schweiz von Frankreich bedroht, das mit einem Umfassungsangriff (Plan H = Helvétie) durch die Schweiz in Richtung der unbefestigten deutschen Südgrenze vorstossen könnte. Die Dreiländergrenze befand sich damals im Pruntruter Zipfel des Jura bei Bonfol, weil das Elsass zu Deutschland gehörte.

## Erster Weltkrieg
Die Fortifikation Murten wurde im Ersten Weltkrieg zum Schlüsselraum West für die Sicherung des schweizerischen Mittellandes vor gegnerischen Angriffen vom Westen.
In der Ordre de bataille von 1917 wurde die Armee in 6 Divisionen gegliedert:
| Division            | Brigaden   | Regimenter          | Bataillone der Infanterie                                     |
| ------------------- | ---------- | ------------------- | ------------------------------------------------------------- |
| 1 GE VD             | 1, 2, 3    | 1+2, 3+4, 5+6       | 1 2 3, S1 S2, 4 5 6, 10 13, 8 9, 11 12 88                     |
| 2 FR NE JU SO       | 4, 5, 6    | 7+8, 9+10, 11+12    | 14 15 16, 18 19 20, 21 22 24, 17 23 90, 49 50 51, S3 S4 S5    |
| 3 BE VS             | 7, 8, 9    | 13+14, 15+16, 17+18 | 25 26 27, 28 29 30, 31 32 33, 37 38 39, 34 35 36, 40 89       |
| 4 BS BL AG LU       | 10, 11, 12 | 19+20, 21+22, 23+24 | 41 42 43, 44 45 48, 46 52 53, 54 97 99, 55 56 57, 58 59 60    |
| 5 ZH SH NW OW TI    | 13, 14, 15 | 25+26, 27+28, 29+30 | 61 62 98 S6, 63 64 65, 67 68 69, 66 70 71, 47 72 86, 94 95 96 |
| 6 SG TG AR AI GR GL | 16, 17, 18 | 31+32, 33+34, 35+36 | 73 74 75, 79 80 85, 78 81 82, 83 84 S7, 76 77 S8, 91 92 93    |

Das 1. Armeekorps setzte sich aus der 1., 2. und 3. Division (Div) zusammen, später kamen die Gebirgsbrigaden (Br mont) 10 und 11 dazu.
Der Kriegsbestand der 1–3. Division betrug laut «Ordre de Bataille» von 1917: 2962 Offiziere, 74.316 Unteroffiziere und Soldaten, 19.888 Pferde, 51.983 Gewehre, 360 Maschinengewehre, 861 Säbel, 184 Geschütze.

Defilee der 3. Division vor General Wille in Bern
Defilee der 2. Division (Fribourg)
Bataillon 24 (Berner Jura, Div 2) und Bataillon 25 (Bern, Div 3) beim Defilee
Schützenkompanie I/3, Munitionsdepot Gümligen

## Zweiter Weltkrieg
Nach der Kriegsmobilmachung im Zweiten Weltkrieg vom 2. September 1939 wurde die 3. Division als Armeereserve in den Raum Laupen-Aarberg-Ins-Murten verlegt, um die Sperre zwischen Neuenburger- und Bielersee vorzubereiten (Operationsbefehl Nr. 1). Der Schlüsselraum Murten wurde als Eckpfeiler der vorgeschobenen Stellung mit zusätzlichen Verstärkungen aufgerüstet und von der Grenzbrigade 2 und der Leichten Brigade 1 betrieben.
Kurz vor Kriegsausbruch waren die Grenztruppen (Truppenordnung 1938) mit 11 Grenzbrigaden (Gz Br) neu organisiert worden. Während des ganzen Zweiten Weltkrieges blieben die Grenzbrigaden in ihrer Stammregion, der Einsatzraum und Unterstellung wurden oft angepasst. Dem 1. Armeekorps waren die Grenzbrigaden 1–3 unterstellt.

### Mobilmachungsaufstellung des 1. Armeekorps
| Einheit            | Kommandant                       | Einsatzraum                        |
| ------------------ | -------------------------------- | ---------------------------------- |
| 1. Armeekorps      | Oberstkorpskommandant Lardelli   | Westen und Südwesten               |
| 1. Division        | Oberstdivisionär Gustave Combe   | Waadt                              |
| 2. Division        | Oberstdivisionär Borel           | Bieler und Neuenburger Jura        |
| 3. Division        | Oberstdivisionär von Graffenried | Bern / Murten                      |
| 8. Division        | Oberstdivisionär Gübel           | Wiggertal                          |
| 9. Division        | Oberstdivisionär Bolliger        | Gotthard                           |
| 1. Leichte Brigade | Oberst Charrière                 | Morges / Jura                      |
| 2. Leichte Brigade | Oberst Koller                    | Freiberge                          |
| 10. Gebirgsbrigade | Oberstbrigadier Schwarz          | unterer Lauf der Rhone und Dranses |
| 11. Gebirgsbrigade | Oberstbrigadier Bühler           | Simplon (oberes Rhonetal)          |

Die Schweizer Armee besetzte aufgrund des Operationsbefehles Nr. 2 (Aufmarsch Nord) vom 4. Oktober 1939 die Limmatstellung, um einen Angriff aus dem Norden und eine Umgehung der Maginotlinie durch die Schweiz aufhalten zu können. In dieser Armeestellung wurde die 1. Division dem 3. Armeekorps und die 2. Division dem 2. Armeekorps unterstellt. Da der Armeeaufmarsch Front Nord eindeutig gegen das Deutsch Reich gerichtet war, liess der General aus neutralitätspolitischen Gründen die Westgrenze gegen Frankreich mit der 1. Division im Gros de Vaud und an der Mentue und mit der 2. Division im Neuenburger Jura besetzen. Bei Auslösung des Falles Nord wären die beiden welschen Divisionen jedoch in ihre Kampfräume in der Limmatstellung verschoben worden. Die Stellungen der 1. Division mit der Festung Dietikon und dem Vorderhang des Heitersbergs wurden 1939 vom Ad-hoc-Verband der Gruppe Dietikon vorbereitet. Die 2. Division erhielt im Mai 1940 den Auftrag den Raum der Seen und das Sankt-Immer-Tal und das Val de Ruz zu schützen, beidseitig des Zihlkanals die Achsen zu sperren und auf dem Mont Vully zu halten.
Am 17. Juni 1940 erreichten die ersten deutschen Panzer bei Les Verrières die Schweizer Grenze und die Wehrmacht konnte das 45. französische Armeekorps unter General Marius Daille einschliessen. Am 18. Juni bewilligte der Bundesrat den Grenzübertritt und die Internierung von rund 43’000 alliierten Soldaten, darunter 1000 algerische Spahis und die polnische 2. Schützendivision mit 12'500 Mann, die sich keinesfalls in deutsche Kriegsgefangenschaft begeben wollte. Das 45. Armeekorps wäre aufgrund eines geheimen Abkommens (Manöver H) der Schweiz bei einem deutschen Angriff im Mai 1940 zu Hilfe geeilt.
Mit dem Reduitbefehl (Operationsbefehl Nr. 12) vom Juli 1940 wurde mit den Grenztruppen in der Grenzzone, der vorgeschobenen Stellung „Südufer Zürich-Limmat-Bözberg-Gempen-Mont Raimeux-Chasseral-Chaumont-Mont Vuilly-Saane von Laupen bis Hauteville“ und der Zentralstellung die Verteidigung dreistufig festgelegt.

### Sperren 1940/41
Die Sperren der 2. Division erstreckten sich vom Jura bis in den Raum Murten: Sonceboz, Frinvillier, Gampelen/Jolimont, Mont Vully, Löwenberg, Biberächeren. Die Sperre von Neuenegg gehörte den Leichten Brigaden.
Die Sperren der 1. Division befanden sich am Reduiteingang in Greyerz und bei La Tine an der Grenze Waadt/Freiburg.
Die Sperren der 3. Division befanden sich am Eingang zum Zentralraum (Reduit), rund um den Thunersee: Heiligenschwendi, Merligen-Sichel, Fischbalmen, Einigen, Wimmis-Gantrisch.

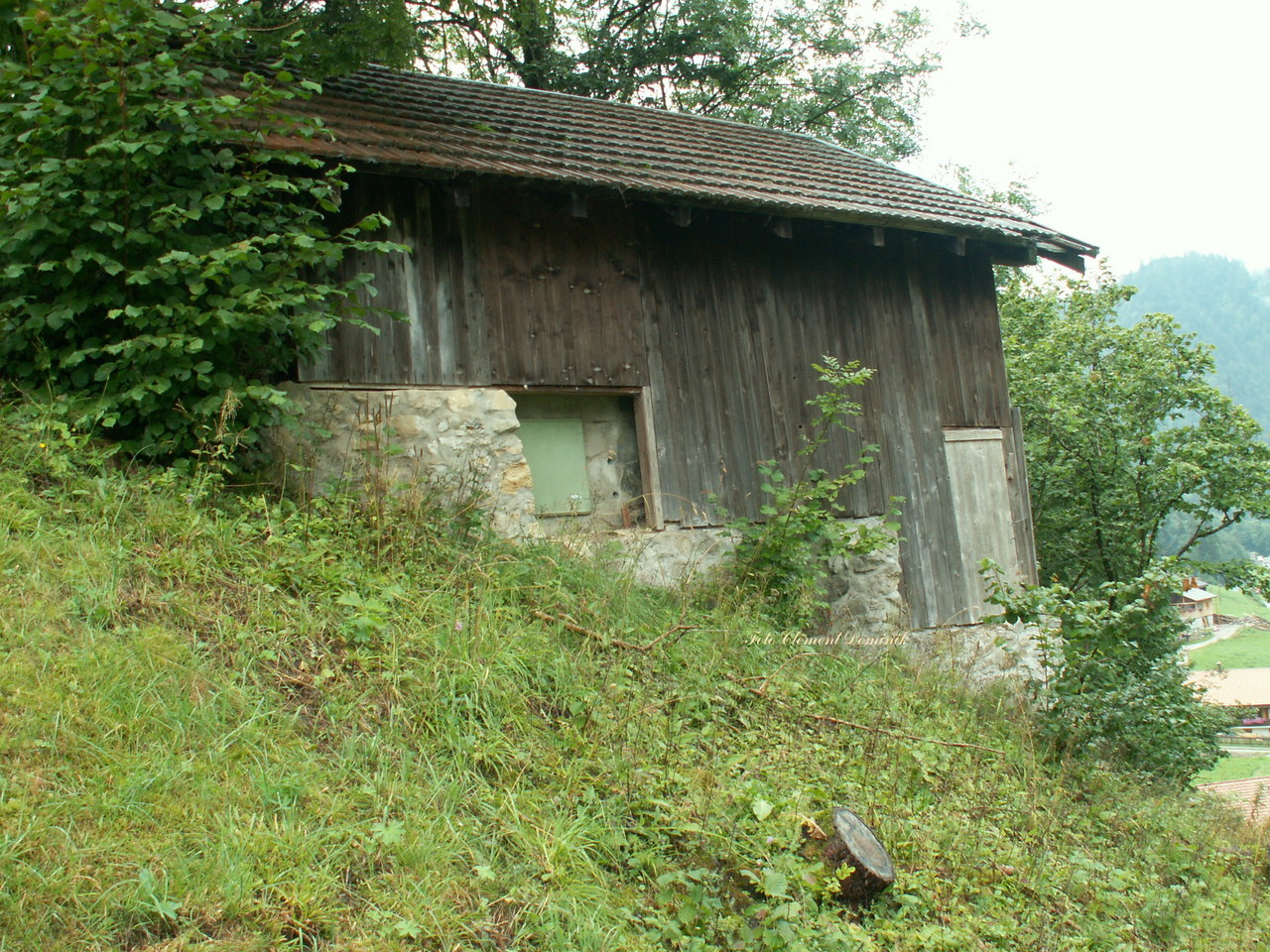
Infanteriewerk Im Fang (1. Division)
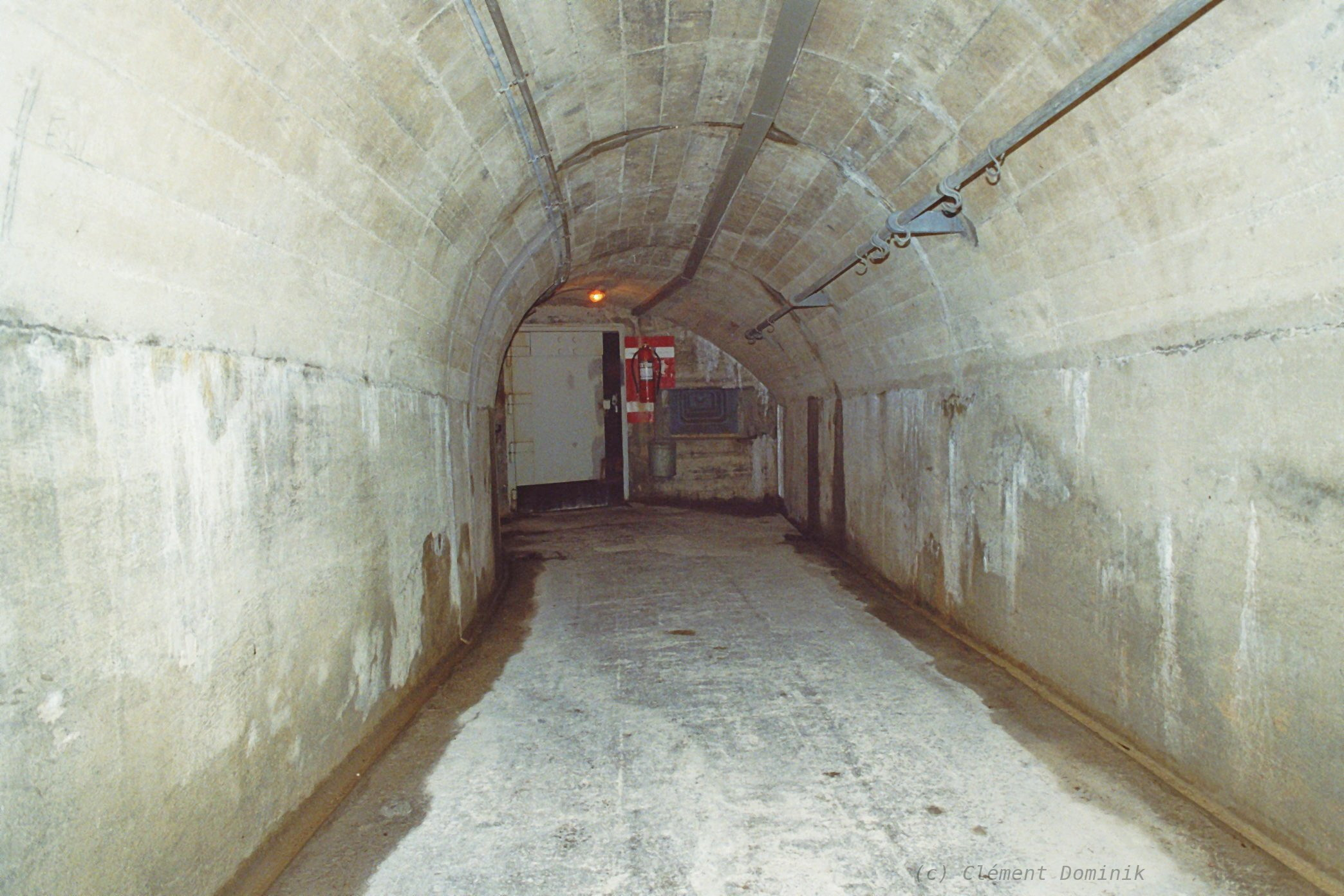
Festung Gross Tosse (1. Division)
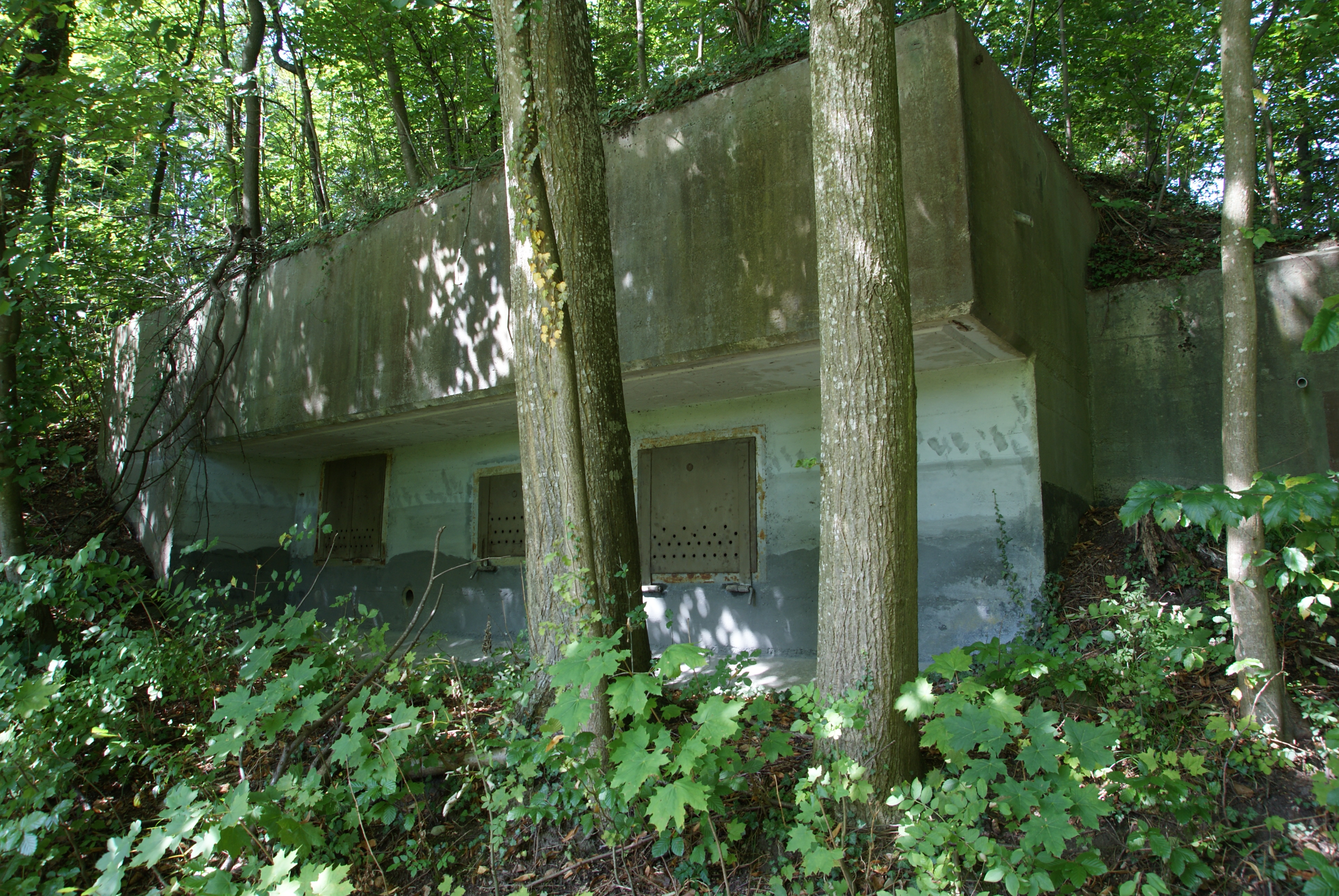
Sperrstelle Löwenberg (2. Division)
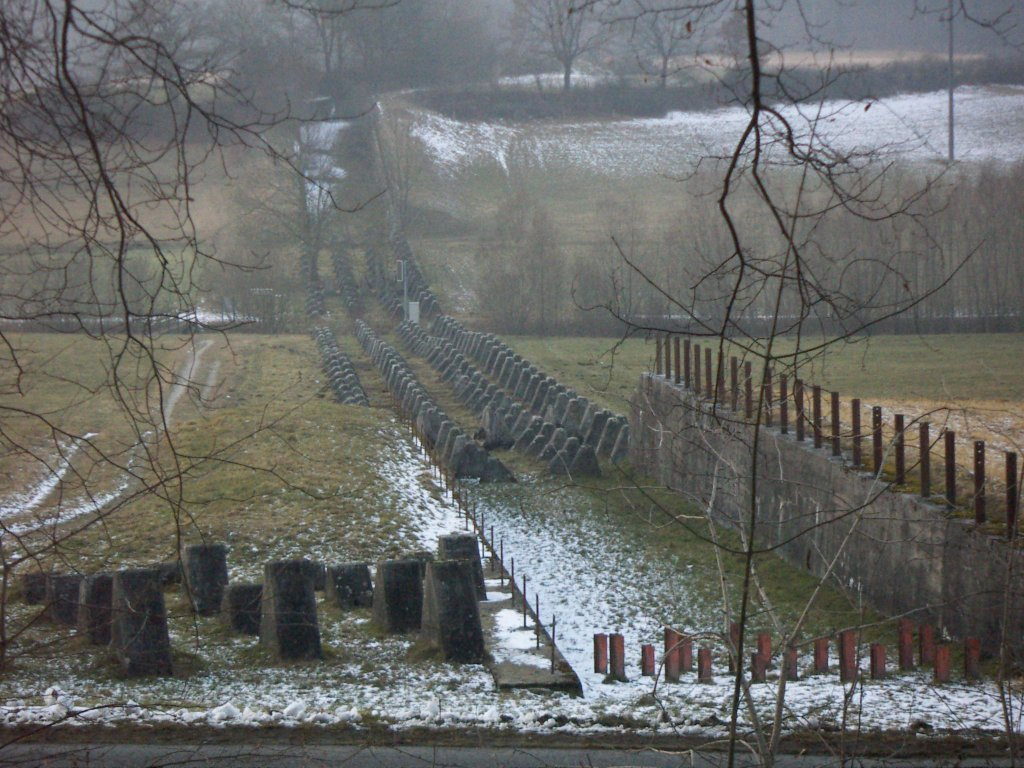
Sperre Gurmels (2. Division)

### Reduit
Mit dem Operationsbefehl Nr. 13 vom 24. Mai 1941 erhielt das 1. Armeekorps unter Jules Borel den Auftrag das Reduit mit Nordfront zu verteidigen, das obere Aaretal zu sperren und den Zugang zum Réduit in den westlichen Voralpen zu schützen. General Guisan legte die zu verteidigende Aussengrenze des Reduits für das Berner Oberland von Heiligenschwendi über Oberhofen, die Kanderstellung in Einigen bis zur Simmentalsperre (Wimmis) fest. Sie lag mit ihren strategisch wichtigen Höhen nördlich des Thunersees und westlich des Sigriswilergrates vor der eigentlichen Reduitlinie Pilatus-Hohgant-Sigriswilergrat-Stockhorn-Kaiseregg-La Tsintre-Vanil Noir-La Tine–Rochers de Naye-Chillon. Der Gebirgsbrigade 10 war das Unterwallis und der Gebirgsbrigade 11 der Simplonpass und das obere Rhonetal zugeteilt. Die Leichte Brigade 1 war als Verzögerungskraft im Genferseegebiet und Kanton Freiburg eingesetzt. Zum Einsatzraum gehörte auch das Festungsgebiet Saint-Maurice.
In den Talzugängen zum Reduit erstellten die für diesen Verteidigungsraum verantwortlichen Truppen des 1. Armeekorps mit der 1., 2. und 3. Division, der Gebirgsbrigade 10 und den Territorialtruppen feldmässige und feste Anlagen. Insgesamt waren in den drei verstärkten Divisionen 27 Bataillone Auszugsinfanterie, 10–11 Bataillone Territorialinfanterie und 18 Artillerieabteilungen in vier Festungskompanien eingesetzt. Im Raum Thunersee wurden die Befestigungen ausschliesslich mit Beton erstellt. Für das Kommando des 1. Armeekorps wurde in Frutigen eine geschützte Anlage gebaut.
Das 1. Armeekorps war mit rund 94.000 Mann das truppenstärkste Armeekorps.

### Aufträge und Einsatzräume des 1. Armeekorps im Reduit (Operationsbefehl Nr. 13)
| Einheit                            | Kommandant      | Truppenstärke (TO38) | Auftrag | Einsatzraum                      |
| ---------------------------------- | --------------- | -------------------- | --- | -------------------------------- |
| 1. Division                        | Combe           | 20'000               | Verteidigt das Reduit zwischen Rochers de Naye und Kaiseregg und mit Schwergewicht entlang der Achsen, welche von Bulle ins Simmental führen | Rochers de Naye bis Kaiseregg    |
| 2. Division                        |                 | 24'000               | Verteidigt das Reduit zwischen Stockhorn und Kaiseregg                                                                                       | Kaiseregg bis Stockhorn          |
| 3. Division (Geb), Berner Division | von Graffenried | 16'000               | Hält als „Kampfgruppe Thunersee“ eine Stellung auf der Linie Hohgant bis Kaiseregg und verteidigt sich hier bis zum Äussersten               | Stockhorn – Thunersee – Hohgant  |
| Gebirgsbrigade 10 (Br mont 10)     | Schwarz         | 11'000               | Verteidigt den südöstlichen Bereich der Schweizer Alpen im Unterwallis                                                                       | Unterwallis                      |
| Gebirgsbrigade 11 Simplonbrigade   | Bühler          | 13'000               | Verteidigt das Oberwallis und den Simplon | Simplonpass – oberes Rhonetal    |
| 1. Leichte Brigade                 | Charrière       | 10'000               | Verzögerungskraft im Mittelland | Genferseegebiet, Kanton Freiburg |
| Festungsgebiet Saint-Maurice       | Louis Mamin     |                      | Flankiert die Alpen- oder Zentralraumstellung (réduit national) im Westen                                                                    | St. Maurice                      |

Bis Juli/August 1940 wurden die 1. und 3. Division ins Reduit zurückgezogen, im Juli 1941 folgte die 2. Division, die bisher in der vorgeschobenen Stellung eingesetzt war (Operationsbefehl Nr. 13, Mai 1941).

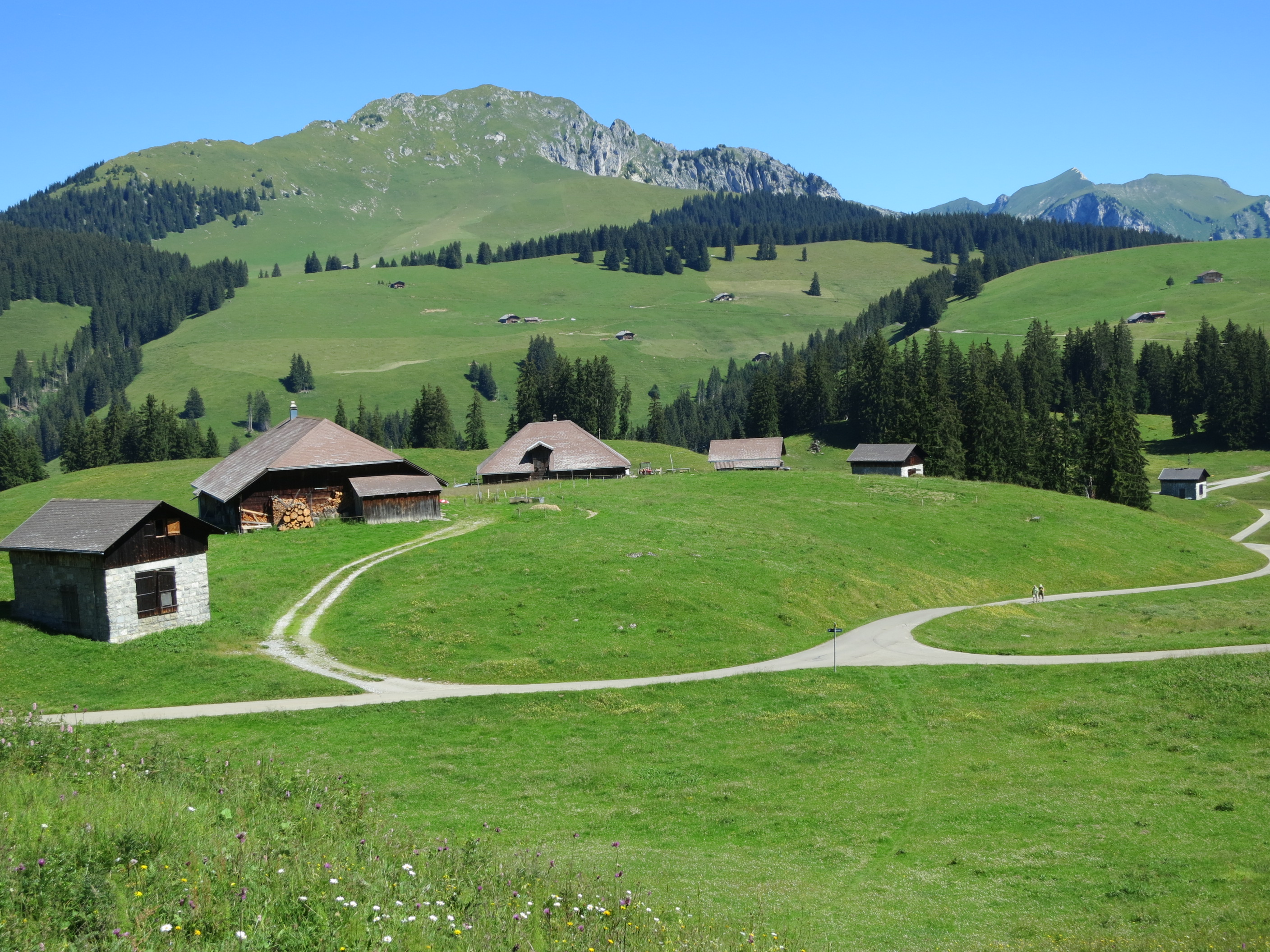
Artilleriewerk Jaunpass (2. Division)
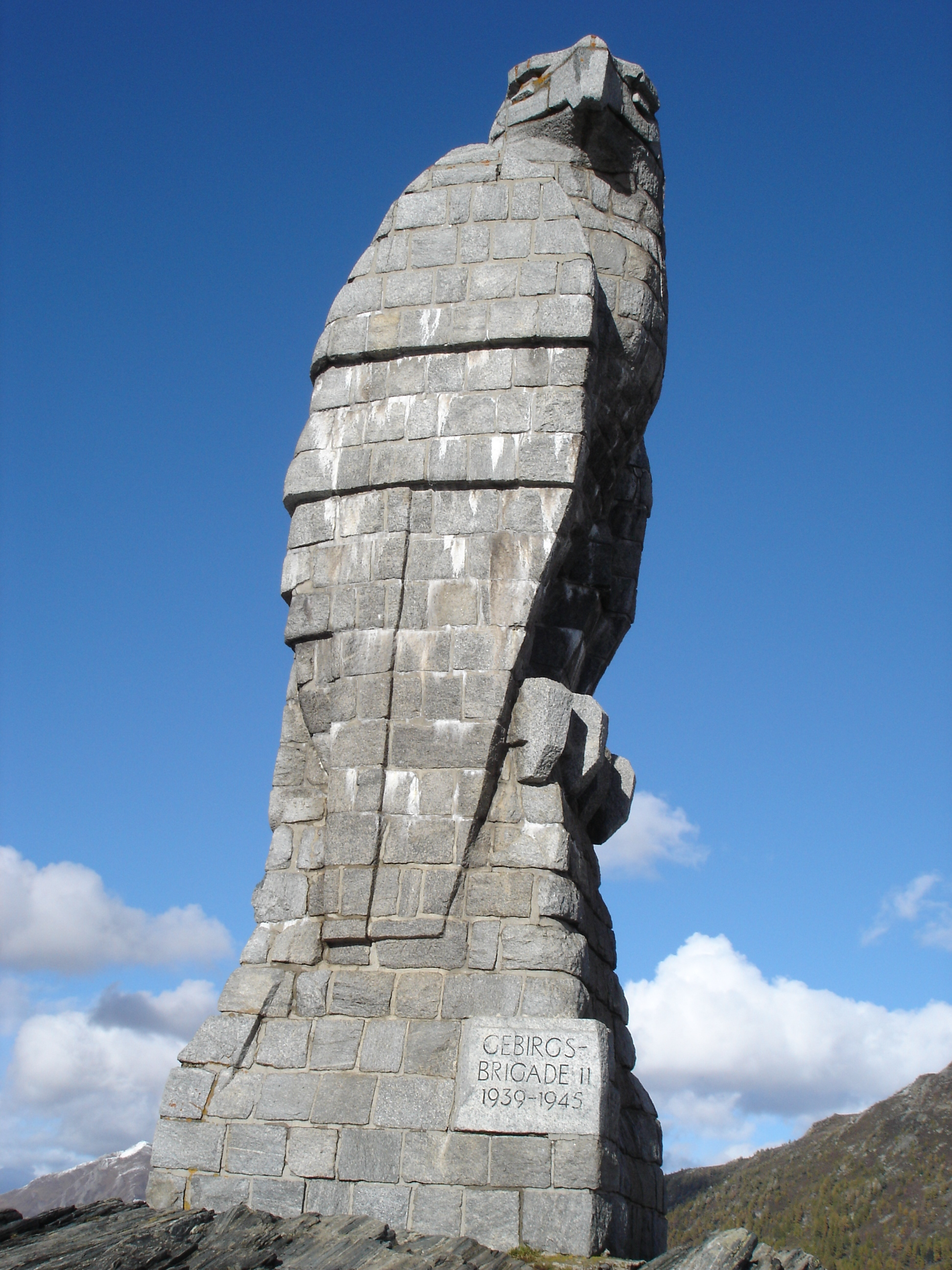
Denkmal der Gebirgsbrigade 11 (Simplonbrigade) auf dem Simplon
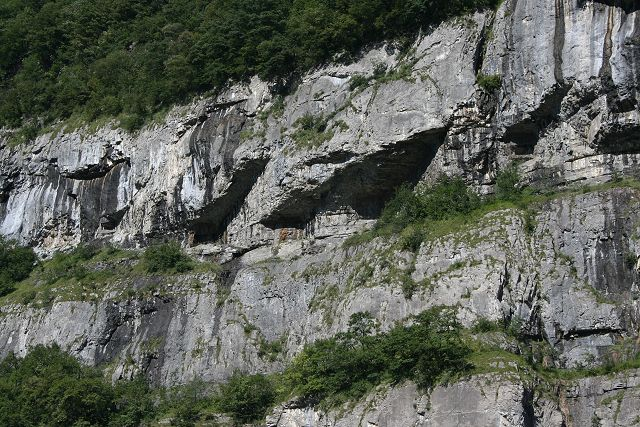
Festung Saint-Maurice: Ermitage Fort Scex

## Kalter Krieg
1945 wurde das 1. Armeekorps mit der Leichten Brigade 1, den Gebirgsinfanterieregimentern (rgt inf mont) 5, 6, 7, dem Gebirgsfüsilierbataillon (Geb Füs Bat) 17 verstärkt und die 3. Division wurde zur 3. Gebirgsdivision. 1947 kam eine Panzerjägerabteilung als Verstärkung dazu. Das Hauptquartier befand sich bis nach dem Ende des Zweiten Weltkrieges in Bern und wurde 1955 nach Lausanne verlegt.
Im Kalten Krieg war das Motorinfanterie Regiment 2 der Mechanisierten Division 1 für die Belegung des Infanterie-Sperrriegels zwischen seinen beiden Panzer-Regimentern vorgesehen.
1961 gab es aufgrund der Truppenordnung 61 folgende Änderungen: Die 1. Division wurde in die Mechanisierte Division (Div méc) 1, die 2. Division in die Grenzdivision (Div fr) 2, die 3. Division in die Felddivision 3 umgewandelt. Dazu kamen die Grenzbrigade (br fr) 3 und die Territorialbrigade (br ter) 1. Die Festung Saint-Maurice wurde der Festungsbrigade 10 und damit dem Gebirgsarmeekorps 3 unterstellt.
Aufgrund des Grunddispositiv Zeus von 1992 umfasste das FAK 1 die Mechanisierte Division 1, die Felddivisionen 2 und 3, die Grenzbrigaden 1–3 und als Korpstruppen das Radfahrerregiment 4 und das Genieregiment 5.
Die Reform Armee 95 führte zur Auflösung der Grenzbrigaden 1, 2, 3 sowie der Mechanisierten Division 1 und von Festungswerken.
Mit der Armeereform XXI wurden alle Armeekorps und Divisionen per Ende 2003 aufgelöst.

## Korpsraum und Angriffsachsen
Die Schweizer Armee hat aufgrund des Haager Abkommens die Pflicht, ihr Territorium ab den Landesgrenzen nach dem Grundsatz der Bewaffneten Neutralität  zu verteidigen. Deshalb konnten den Armeekorps feste Korpsräume zur Verteidigung zugeteilt werden.
Der Korpsraum des FAK 1 war mit rund 8000 Quadratkilometern der grösste aller Feldarmeekorpsräume und umfasste die Kantone Genf, Waadt, Neuenburg, Freiburg, Bern und Jura. Er war zweisprachig und lag hauptsächlich in der Westschweiz und bestand aus den drei Abschnitten Nördlicher Jura (barrière du Jura), mittlerer Teil (ca. 70 km breit) des Mittellands und den Voralpen im Süden. Er reichte von Genf bis Kleinlützel, vom Genfersee bis an die Emme und den Waadtländer, Freiburger und Berner Voralpen. Das grenznahe Gebiet verfügt über starkes, günstiges Gelände zur Verteidigung, während das Gebiet dahinter offen und manövrierbar ist.
Als mögliche Angriffsachsen kamen im Westen die Seeachse über Genf-Lausanne-Fribourg in den Raum Bern, die Achse über St-Cergue oder Pontarlier nach Yverdon oder Fleurier-Neuchâtel und die Achse Montbéliard-Porrentruy-Les Rangiers-Delémont in Richtung Biel oder Solothurn. Im Osten führte die einfachste Stossrichtung südlich der Aare über Langenthal-Bern-Fribourg mit Nebenachsen entlang dem Napf oder durch das Emmental an die Aare. Das FAK 1 war gegen Westen orientiert, hätte aber auch damit rechnen müssen, als hinterstes Korps mit Front gegen Osten eingesetzt zu werden, was vom FAK 1 eine grosse Beweglichkeit für Umdispositionen erforderte.

### Divisions- und Brigaderäume mit Sperren

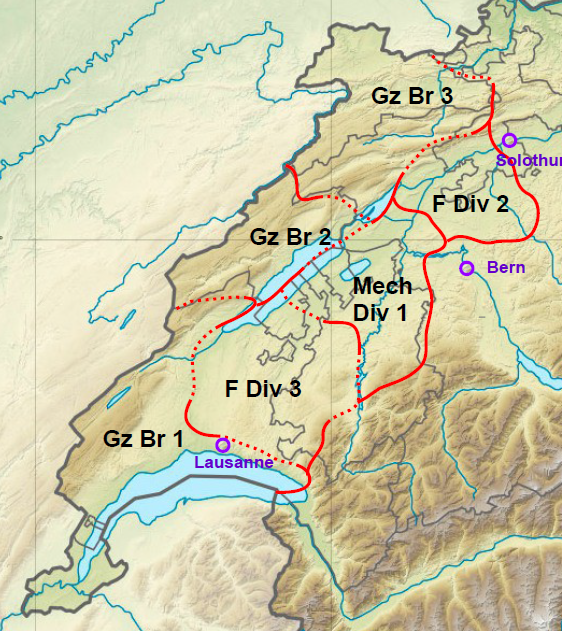
Divisionsräume Feldarmeekorps 1 (1992)

Die Räume der drei Grenzbrigaden führten an der westlichen Landesgrenze vom Genfersee dem Jura entlang und die drei Felddivisionen östlich davon bis auf die Linie Delémont–Solothurn:
Der Raum der Grenzbrigade 1 erstreckte sich dem Jura entlang vom Col des Étroits zum Col de la Givrine und am Genfersee von der Promenthouse bis nach La Tour-de-Peilz mit 51 Sperren (Col des Étroits usw.). Die Grenzbrigade 2 grenzte räumlich im Norden an denjenigen der Grenzbrigade 1 und umfasste den Kanton Neuenburg, den Raum St. Imier und kleine Gebiete des Kantons Waadt mit 41 Sperren. Der Raum der Grenzbrigade 3 schloss sich im Norden demjenigen der Grenzbrigade 2 an, umfasste die Abschnitte der Juraketten von Epiquerez bis Klösterli (Kleinlützel), die Ajoie, den Kessel von Delémont und östlich bis Moutier und Biel mit 32 Sperren (Col des Rangiers mit Artilleriewerk Plainbois usw.).
Der Raum der Felddivision 3 erstreckte sich nördlich des Genfersees bis Freiburg. Sie hatte mit drei Sperren zwischen dem Neuenburger- und Genfersee gegnerische Vorstösse in die Räume Basse Brote und Haut Veveyse zu verhindern. Im Raum der Mechanisierte Division 1, der sich nördlich an denjenigen der Felddivision 3 anschloss und über die Aare bis Lyss reichte, befanden sich 8 Sperren westlich und östlich des Murtensees bis in den Raum Bern und Freiburg. Der Raum der Felddivision 2 grenzte nördlich an die Felddivision 1 und reichte bis kurz vor Solothurn.

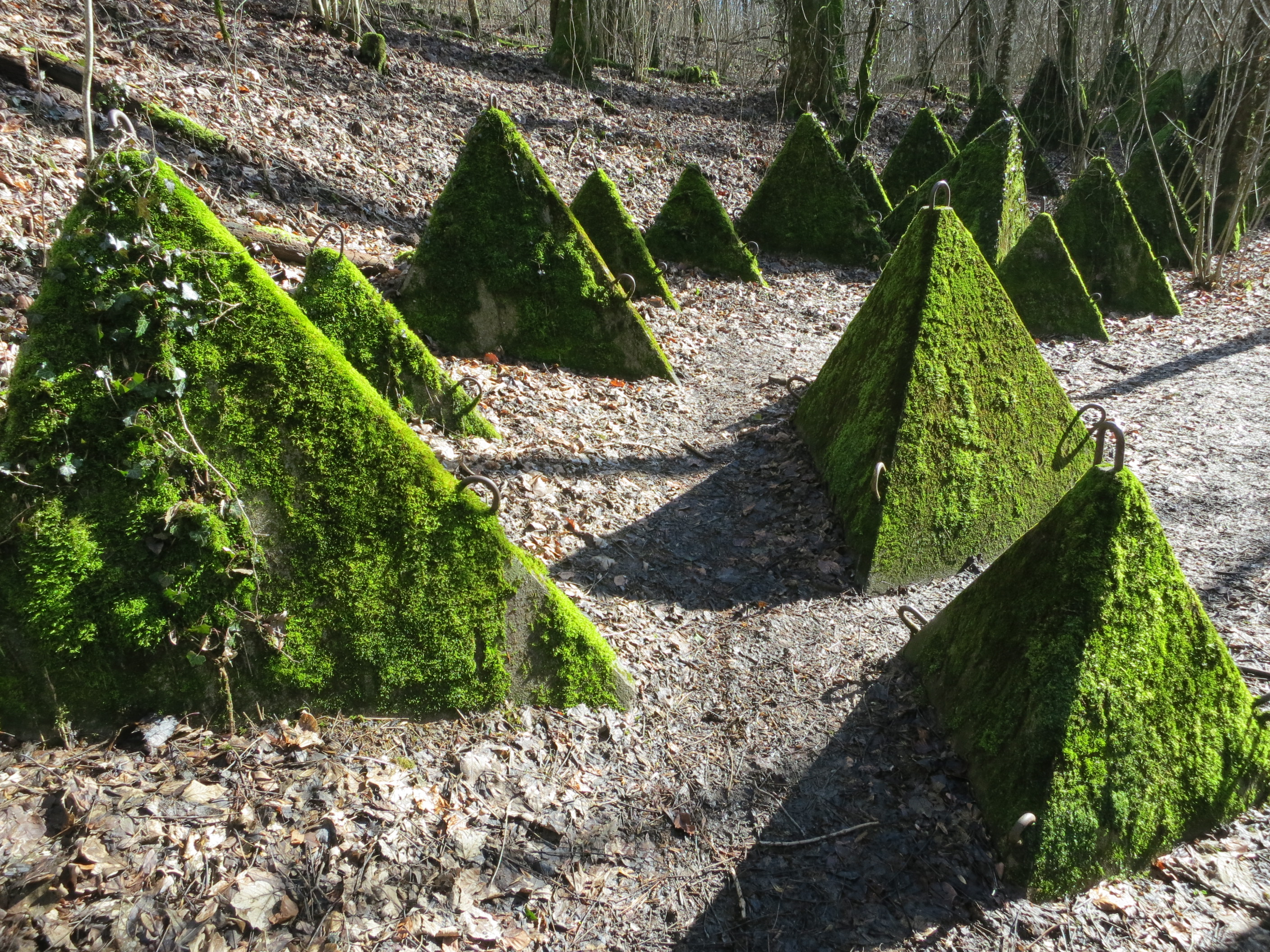
Promenthouse, erste Verteidigungslinie am Genfersee gegen Westen (Grenzbrigade 1)
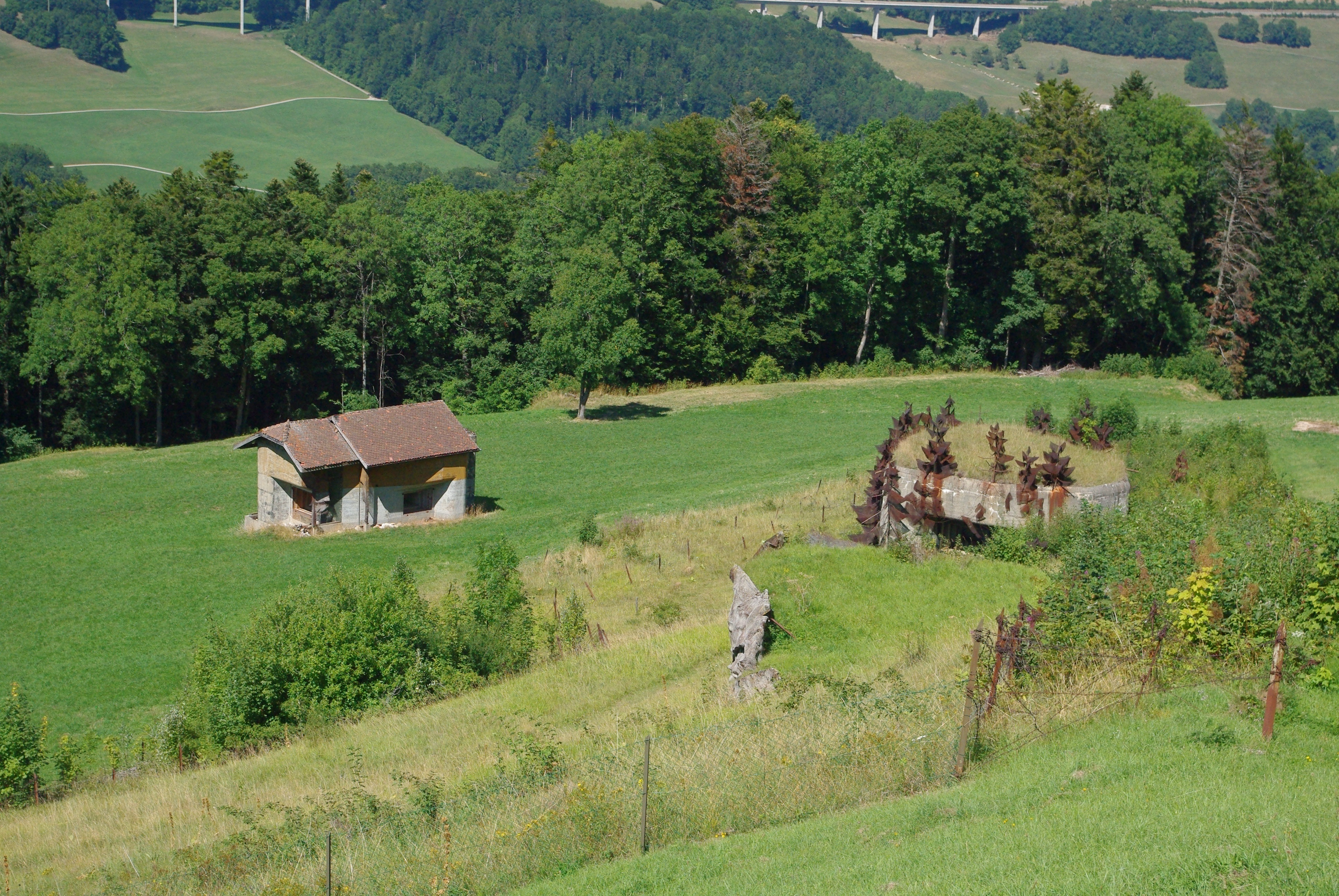
Festung Pré-Giroud, Vallorbe (Grenzbrigade 1)
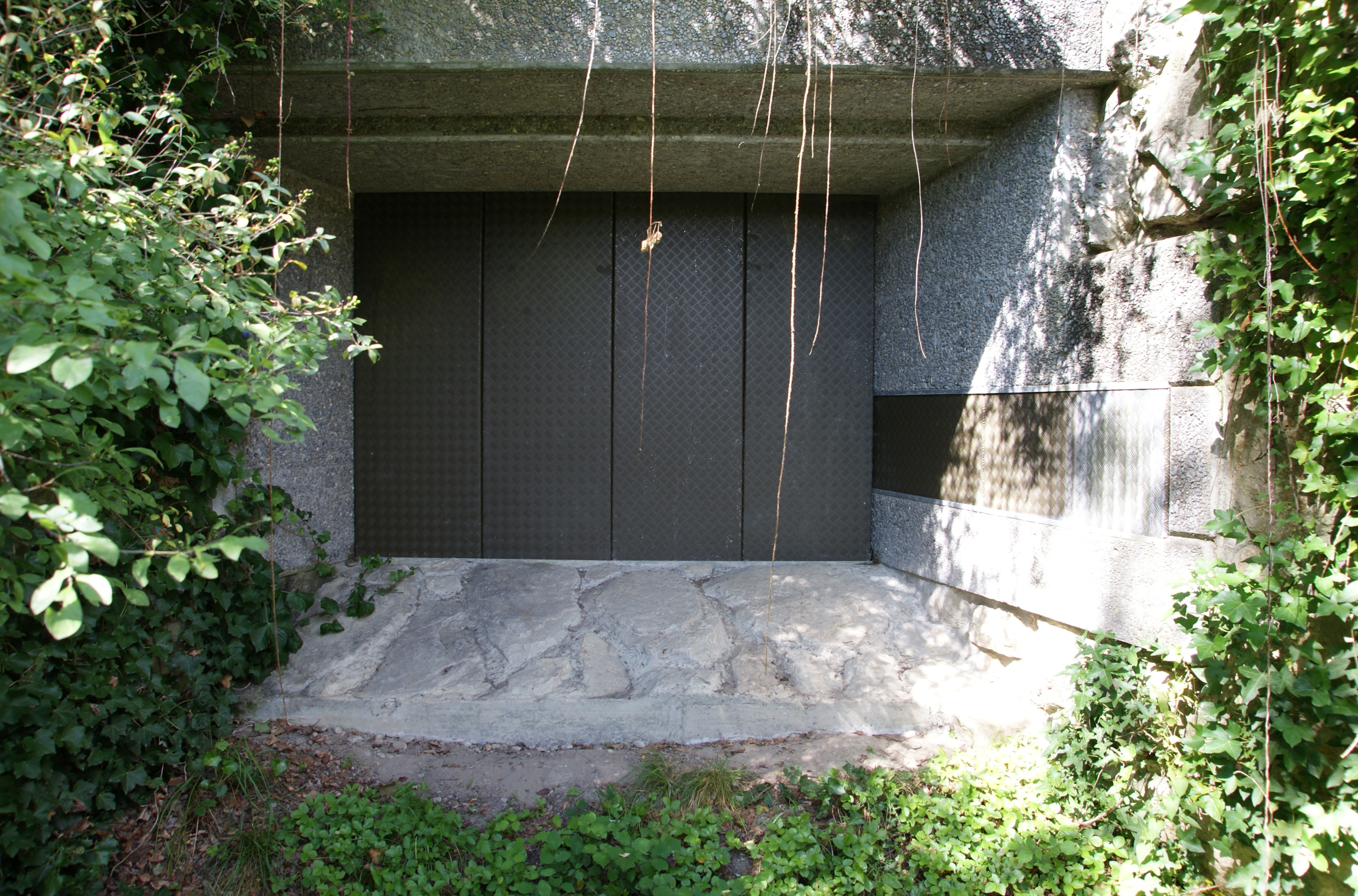
Centi Bunker Löwenberg (Mechanisierte Division 1)
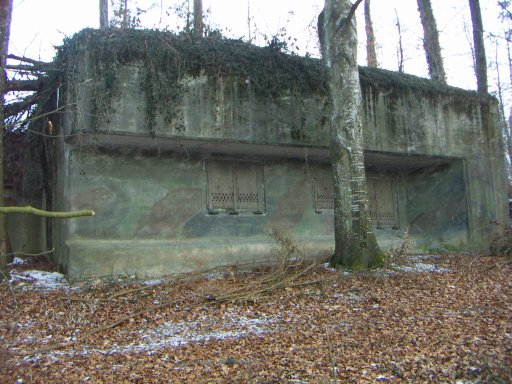
Gurmels (Mechanisierte Division 1)

## Auftrag und Abwehrdispositiv
Das FAK 1 hatte den nicht einfachen Auftrag auch Genf und die Bundesstaat Bern samt ihren Flughäfen sowie den Grenzzipfel der Ajoie gegen Grenzüberschreitungen zu schützen. Weitere Aufgaben wurden ihm im Rahmen der Gesamtverteidigung überbunden wie die Zusammenarbeit mit der grössten Territorialzone 1 und den Kantonen (Zivilverteidigung). Trotz der Zweisprachigkeit der Stäbe und Truppen gab es keine Probleme, in den Stäben galt der Grundsatz, dass jeder in seiner Muttersprache spricht und schreibt. Wichtige Dokumente wurden zweisprachig herausgegeben.
Das Verteidigungsdispositiv des FAK 1 hatte die Form eines Hufeisens, dass sich auf das Gebirgsarmeekorps abstützte. Vom Westen her gab es die Sperrmöglichkeiten an der Promenthouse, an der Aubonne und an der Linie Mentue-Paudèze, im Osten am Chandossel-Graben (Fribourg-Murtensee-Mont Vuilly) und an der Emme.
Das schwierige Gelände des Korpsraumes erforderte eine grosse Mobilität der Truppe und Feuerkraft der Unterstützungswaffen, um eine rasche Gefechtsbereitschaft ab Mobilmachung zu ermöglichen.

## (Oberst)Korpskommandanten
| - 1891–1898 Paul Cérésole - 1899–1909 Arthur Techtermann - 1910–1912 Peter Isler - 1913–1917 Alfred Audéoud (1852–1917) - 1918–1926 Louis-Henri Bornand (1862–1927) - 1927–1933 Charles Sarasin (1870–1933) - 1933–1939 Henri Guisan - 1939–1940 Renzo Lardelli - 1940–1949 Jules Borel (1884–1963) - 1950–1953 Marius Corbat (1893–1965) | - 1954–1961 Samuel Gonard - 1962–1967 René Dubois - 1968–1971 Roch de Diesbach (1909–1990) - 1972–1974 Gérard Lattion - 1975–1978 Olivier Pittet (1916–2007) - 1979–1986 Edwin Stettler (1925–2012) - 1987–1991 Jean-Rodolphe Christen (1934–1997) - 1992–2001 Jean Abt - 2001–2003 Alain Rickenbacher |